# Château de Königsberg (Biebertal)

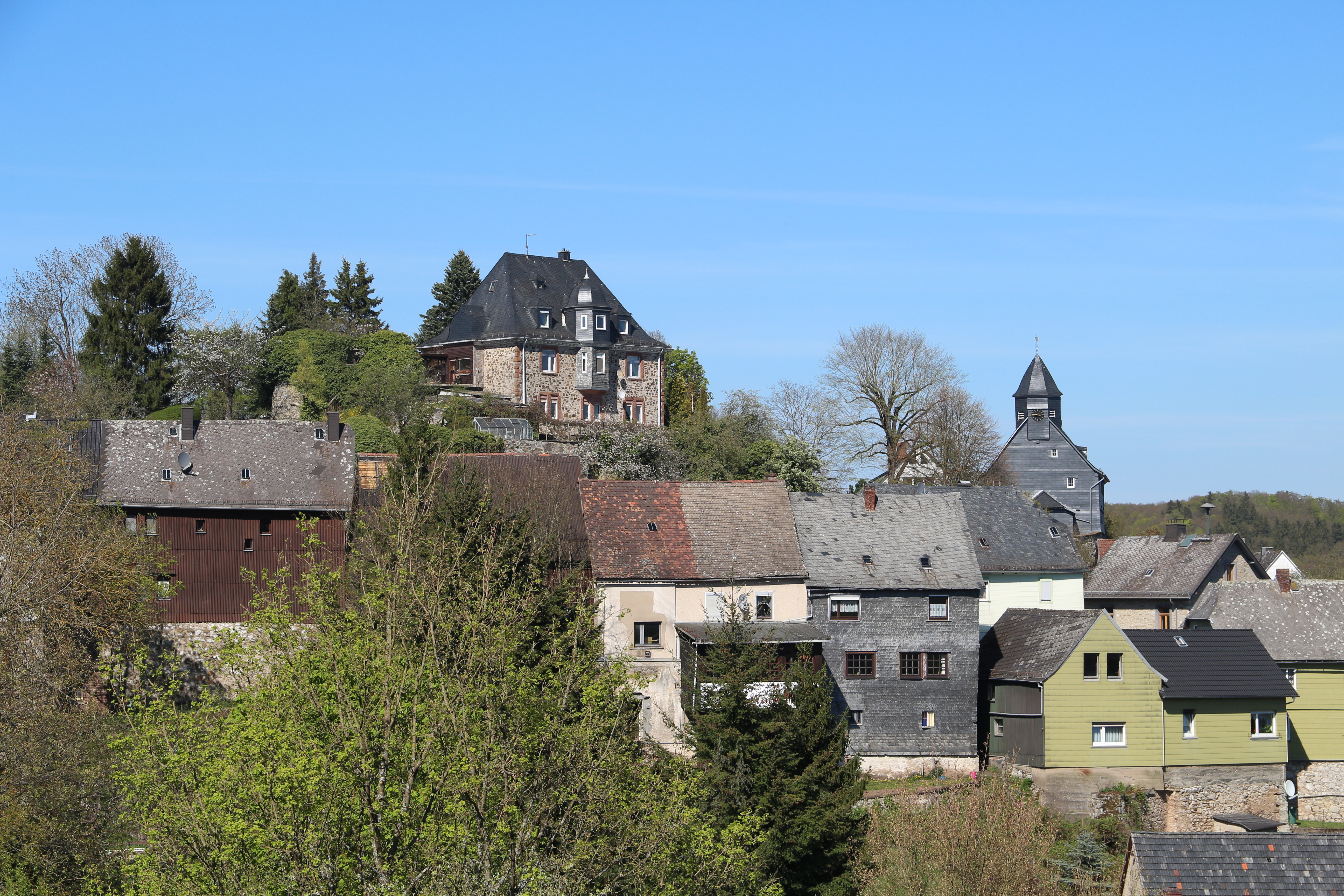
Panorama du site et de l'ancien château

Le château de Königsberg a été construit sur un sommet au-dessus de Königsberg, dans la ville de Biebertal, en Hesse, au milieu ou dans la seconde moitié du XIIIe siècle. Il a été reconstruit au XXe siècle. 

## Histoire
Le château a probablement été construit par le comte Marquard von Solms (1225-1255) pour sécuriser une ancienne route et contrôler le territoire. Vers 1250, le comté est divisé en trois: Solms-Königsberg (jusqu'en 1363), Solms-Burgsolms (jusqu'en 1416) et Solms-Braunfels.  Peu de temps après, probablement en raison de l'éloignement des propriétés du sud, une lignée distincte de la famille se forma, car le fils de Marquard, le comte Reinbold von Solms (1255-1273), se fit appeler à partir de 1257 et à nouveau à partir de 1266 comte von Cunigesberg. 
La relation avec les cousins de Braunfels et Burgsolms a toujours été tendue en raison de la politique favorable à la Hesse de cette lignée. Le château a perdu de plus en plus son importance en tant que base, de sorte qu'entre 1321 et 1323 le château de Hohensolms a été construit juste en face de Königsberg. 
En 1331, le comte Philipp von Solms ouvrit les châteaux de Solms et de Königsberg à l'archevêque de Mayence Baudouin de Luxembourg. En 1350, Landgrave Henri II de Hesse a acquis le château pour 2 000 florins. Le comte a été autorisé à vivre dans le château jusqu'à sa mort. Avec lui, la lignée des Solms-Königsberg s'éteint en 1364. 
De 1468 à 1517, le château fut de nouveau promis aux comtes de Solms. 
En 1500, la colonie, qui a été construite à côté du château, a été mentionnée pour la première fois dans un document comme une "ville". Pendant la guerre de Trente Ans (1647), la ville et le château ont été incendiés par les troupes suédoises. En 1820 et 1827, le bureau de Königsberg a été supprimé. Par la suite, un bureau de forestier était situé au château. 
En 1840, le château se composait encore d'un immeuble de bureaux avec annexe, d'une grange officielle, d'une grange à dîme, d'un magasin de fruits et de deux porcheries. La ville de Königsberg a acheté ces bâtiments au prince de Braunfels et les a fait démolir en 1873-1874 en raison d'un délabrement. Les pierres de la démolition pourraient être utilisées par des particuliers. 
En 1922, le site avec tous les restes du bâtiment a été vendu par le prince de Solms-Lich à Christian Haibach pour 2000 marks-or. Le professeur Hermann Tamschick a prévu la construction d'un bâtiment de deux étages, semblable à une villa, par lequel le restaurateur de l'autorité de construction de Gießen lui a demandé de construire un bâtiment "semblable à un château". Ainsi, sur les hauts murs de soutènement restants, les voûtes de cave, les restes de l'enceinte, les restes du donjon et les restes des fondations du château, une maison à deux étages a été créée, qui est maintenant connue sous le nom de «château». 
De l'ancien château du sommet, seuls le chenil circulaire et le mur d'anneau et une ancienne tour défensive ont été conservés. 

## Littérature
- Château de Königsberg et village du château . Dans: Heimat an Lahn and Dill 17, 1970, pp. 3-4.
- Julius Brumm: Königsberg à Nassau . Dans: Nassovia 15, 1914.
- Willi Görich: Château de Königsberg au sud de Hohensolm . Dans: Du passé, Marburg 1952, n ° 101
- Rudolf Knappe: châteaux médiévaux en Hesse. 800 châteaux, ruines et sites du château. 3e Édition. Wartberg-Verlag, Gudensberg-Gleichen 2000,  (ISBN 3-86134-228-6), p.   292.

## Liens Web
- Landesamt für Denkmalpflege Hessen (Hrsg.):
- www.burgenlexikon.eu Château de Königsberg
- Tonia Simone Pöppler: Châteaux, palais et ruines médiévaux du quartier de Gießen, épisode 7: Château de Königsberg. Dans: Gießener Zeitung du 21. Mars 2009
- www.biebertal.de Section Histoire de Königsberg